# Животът е прекрасен (филм, 1997)
 Тази статия е за италианския филм „Животът е прекрасен“ на Роберто Бенини.  За други значения вижте Животът е прекрасен.  
„Животът е прекрасен“ (на италиански: La Vita è Bella) e италиански игрален филм, драма-трагикомедия от 1997 г. с режисьор Роберто Бенини. В главните роли участват Бенини и неговата съпруга Николета Браски. Почти веднага след излизането си печели международно признание – три награди „Оскар“ (най-добър актьор, най-добър режисьор на чуждестранен филм и за музиката към филма), осем награди „Давид ди Донатело“ и голямата награда на журито на фестивала в Кан. Заглавието на филма е взето от записки на Лев Троцки. Предчувствайки края си, докато е в изгнание в Мексико, той пише:„Животът е прекрасен. Нека бъдещите поколения го изчистят от злото, гнета и насилието и да му се наслаждават напълно.“ Някои от снимките са правени в родния град на Роберто Бенини, Арецо.
Филмът разказва историята на един италианец от еврейски произход по време на Втората световна война, който трябва да използва своя хумор и въображение, за да помогне на сина си да оцелее в концентрационния лагер.